# نظریه سه‌گانه هوش
نظریه سه‌گانه هوش (انگلیسی: Triarchic theory of intelligence) یا سه شکل هوش، فرمول بندی شده توسط روان‌شناس رابرت استرنبرگ، با هدف مخالفت با رویکرد روان‌سنجی به هوش و اتخاذ رویکردی بیشتر علوم شناختی است که آن را به مقوله نظریه‌های شناختی-زمینه‌ای واگذار می‌کند. بع هٔ ت سه جزء متا را مؤلفه‌های سه‌گانه نیز می‌گویند.
تعریف استرنبرگ از هوش انسانی این است که (الف) «فعالیت ذهنی جهت انطباق هدفمند، انتخاب و شکل‌دادن به محیط‌های دنیای واقعی مرتبط با زندگی فرد.» بنابراین، استرنبرگ هوش را به عنوان چگونگی برخورد یک فرد با تغییرات محیطی در طول عمر خود می‌دانست. نظریه استرنبرگ شامل سه بخش مولفه‌ای، تجربی و عملی است.
نظریه استرنبرگ از آن زمان در کتاب هوش تجربی اثر سورن کاپلان گسترش یافته و پیشرفت کرده‌است.

## اجزای مختلف پردازش اطلاعات
استرنبرگ عملکرد ذهن را با مجموعه ای از اجزاء مرتبط می‌داند. او این مؤلفه‌ها را متا مؤلفه‌ها، مؤلفه‌های عملکرد، و مؤلفه‌های کسب دانش نامگذاری کرد.
«فرا مؤلفه‌ها» فرآیندهای اجرایی هستند که در حل مشکل و تصمیم‌گیری استفاده می‌شوند که اکثریت مدیریت ذهن ما را شامل می‌شود. آنها به ذهن می‌گویند که چگونه عمل کند. فرامولفه‌ها گاهی به عنوان هومونکولوس نیز شناخته می‌شوند. هومونکولوس یک «شخص» ساختگی یا استعاری درون سر ما است که اعمال ما را کنترل می‌کند و اغلب دیده می‌شود که باعث ایجاد یک پسرفت بی‌نهایت از انسان‌ها در کنترل یکدیگر می‌شود.
مجموعه بعدی مولفه‌های استرنبرگ، «مولفه‌های عملکرد»، فرآیندهایی هستند که عملاً اعمالی را که فرامولفه‌ها دیکته می‌کنند انجام می‌دهند. اینها فرآیندهای اساسی هستند که به ما امکان می‌دهند وظایفی مانند درک مشکلات در حافظه طولانی مدت خود، درک روابط بین اشیاء و اعمال روابط در مجموعه ای دیگر از اصطلاحات را انجام دهیم.
آخرین مجموعه مؤلفه‌ها، «مولفه‌های کسب دانش»، برای به‌دست آوردن اطلاعات جدید استفاده می‌شوند. این مؤلفه‌ها وظایفی را که شامل انتخاب گزینشی اطلاعات مربوط از ترکیبی از اطلاعات است، انجام می‌دهند، برخی از آنها مرتبط و برخی دیگر نامربوط. این مؤلفه‌ها همچنین می‌توانند برای ترکیب گزینشی اطلاعات مختلفی که جمع‌آوری کرده‌اند استفاده شوند. افراد با استعداد در استفاده از این مؤلفه‌ها مهارت دارند زیرا می‌توانند اطلاعات جدید را با سرعت بیشتری یاد بگیرند.
در حالی که استرنبرگ توضیح می‌دهد که اجزای اصلی پردازش اطلاعات زیربنای سه بخش نظریه سه‌گانه او یکسان هستند، زمینه‌های مختلف و وظایف مختلف به انواع مختلفی از هوش نیاز دارند.